# Mercure historique et politique
Pour les articles homonymes, voir Mercure.
Ne doit pas être confondu avec Mercure de France.
Le Mercure historique et politique  est une revue française publiée aux Pays-Bas entre 1686 et 1782, faisant chaque mois la relation de nouvelles provenant de France et de différents pays d’Europe.

## Titre
Le titre complet de la revue était habituellement :
"MERCURE HISTORIQUE ET POLITIQUE,
Contenant l'état présent de l'Europe & ce qui se passe dans toutes les Cours;l'interét des Princes, leurs brigues & généralement tout ce qu'il y a de curieux pour le
Mois de [nom du Mois & année 16.. / 17..].
Le tout accompagné de Réflexions Politiques sur chaque Etat.
M [orné, en logotype]
(...)."

Quelques autres titres sont apparus parfois :
- "Mémoire de ce qui se passe de plus considérable dans toutes les Cours de l'Europe, le tout accompagné de réflexions".
- "Lettres historiques, contenant ce qui se passe de plus important en Europe, et les Réflexions nécessaires sur ce sujet".
- Début 1781, le titre est changé en  "Mercure historique, politique et littéraire", avant de revenir au titre initial.

## Localisation
La revue, destinée en premier à un public francophone, est installée en dehors des frontières françaises pour éviter la censure royale.
De 1686 à 1688, elle mentionne une édition à Parme mais il semble qu’elle soit installée dès l’origine à La Haye. Le privilège des États de Hollande et de Frise-Occidentale est ajouté en 1688.
L’éditeur Henri Van Bulderen est indiqué à partir de juillet 1689, puis de 1716 pour la mention d’autres noms de libraires hollandais.

## Histoire de la revue
Le Mercure historique et politique a été fondé par Gatien de Courtilz de Sandras , militaire puis  polygraphe (1644-1712), qui l’anime jusqu’en avril 1693.
Parmi ses successeurs, on trouve les noms de La Brune, Saint-Hélier, Saint-Bonnet, Guyot, et le plus marquant : Rousset, qui dirige la revue de 1724 à 1750.
En octobre 1759, Maubert de Gouvest, journaliste à Bruxelles, obtient de Malesherbes, avec la protection de Choiseul, l'autorisation de circulation de la revue en France, malgré l'hostilité du Parlement de Paris. 
Le dernier directeur est Le Fébure de Saint-Ildephont, qui rajoute la mention « et littéraire » au titre. Cette nouvelle orientation est mal perçue des lecteurs. La veuve Staatman, dernière éditrice, décide de la suppression de la revue après la livraison d’avril 1782.

## Contenu
Le Mercure historique et politique relate avant tout les événements politiques en Europe : alliances, guerres et traités de paix, mort et avènement des souverains, affaires intérieures de chaque État.
Il s’intéresse aussi à la religion, l’histoire des idées, et aux faits de société.